# Ruben Galloza
Ruben Darío Galloza (Montevideo, 22 de juny de 1926 - ibídem, 29 d'abril de 2002) fou un activista, escriptor, poeta i pintor afrouruguaià.
Nascut a Montevideo, Uruguai, Galloza va estudiar dos anys a l'Escola Industrial i va ser obrer. D'origen humil, va recórrer Amèrica i es va dedicar a l'art durant més de cinc dècades. Entre els seus principals interessos hi són el candombe i la vida dels afrouruguaians. Es va exiliar a l'Argentina, Xile, Brasil i Veneçuela durant més de vint anys.
La seva tasca literària al seu país d'origen pot ser dividida en dos períodes que van des de 1950 a 1970 i de 1990 fins a la data. El ritme, la religió i la vida quotidiana són alguns dels temes que es poden trobar a la seva obra. Malungo és potser el seu treball més destacat.